# All Over Me (film)
All Over Me è un film  del 1997 diretto da Alex Sichel.

## Trama
Il film si concentra sulla figura di Claude, adolescente alla scoperta della propria sessualità. Sfondo della storia è Hell's Kitchen, quartiere periferico decadente di New York in cui viene mostrata la subcultura statunitense degli anni novanta del XX secolo completa di droga, sesso e musica.

## Colonna sonora
1. "Hello"  (Babes in Toyland)
2. "Ellen and Claude Jammin" (Miki Navazio)
3. "Shy" (Ani Difranco)
4. "Hole In The Ground" (Helium)
5. "I Wanna Be Your Joey Ramone" (Sleater-Kinney)
6. "Game Song" (Tuscadero)
7. "Jackie Blue" (Ozark Mountain Daredevils)
8. "Claude Sees Ellen And Mark" (Miki Navazio)
9. "Squeezebox Days" (The Murmurs)
10. "Dragon Lady" (Geraldine Fibbers)
11. "Dynamite" (Alison Pipitone)
12. "Empty Glasses" (The Amps)
13. "Descent" (Remy Zero)
14. "6 a.m. Jullander Shere" (Cornershop)
15. "The Kiss" (Miki Navazio)
16. "Dimming Soul" (Michelle Malone)
17. "Pissing in a River" (Patti Smith Group)
18. "Superglider" (Drugstore)
19. "Finale" (Miki Navazio)
20. "Something's Burning" (12 Rounds)

## Riconoscimenti
- Teddy Award al Festival di Berlino del 1997 come miglior film.